# Marjolein Macrander
Marjolein Macrander (Zutphen, 10 februari 1965) is een Nederlands actrice. Ze is onder andere bekend door de series Ik, mik, Loreland en In de praktijk. Ze presenteerde tussen 1994 en 1996 het jeugdprogramma Het Klokhuis.
Ze woont in Abcoude en geeft daar ook toneel lessen.

## Filmografie
- Erwin, Paul en Susan - Als Suzan (1988)
- De Brug - Als Treesje (1990)
- Gifted - Als Friend (1990)
- Iris - Als Eva (1992)
- Belle van Zuylen - Madame de Charrière (1993)
- De Victorie - (1994)
- Ik, mik, Loreland - Als Mik (1994-1996)
- In de praktijk - Als Nina Berrevoets (1998-1999)
- Hotnews.nl - Als Marieke (2005)

Ze speelde in bedrijfsfilms voor onder andere de KLM, TNT, KPN en het CBR.